# Florichisme divisa
Florichisme divisa är en insektsart som först beskrevs av Walker 1851.  Florichisme divisa ingår i släktet Florichisme och familjen lyktstritar. Inga underarter finns listade i Catalogue of Life.